# Dűne (minisorozat)
A Frank Herbert: Dűne (angolul: Frank Herbert's Dune) egy háromrészes minisorozat az 1965-ös Frank Herbert-regény, A Dűne alapján.
Írta és rendezte John Harrison, a szereplők közti húzónév William Hurt (Leto Atredies herceg), a fényképezést pedig Vittorio Storaro végezte. A minisorozat és folytatása kettő a három legsikeresebb műsor közül, melyet a Sci-Fi Channel közvetített.
Az amerikai Sci Fi Channel tűzte először műsorára 2000. december 3-án, mielőtt kiadták DVD-n.

## Szereplők
| Szereplő                            | Színész               | 1. szinkron (HBO)  | 2. szinkron (InterCom) |
| ----------------------------------- | --------------------- | ------------------ | ---------------------- |
| Leto Atreides herceg                | William Hurt          | Szakácsi Sándor    | Sörös Sándor           |
| Paul Atreides (Muad`Dib)            | Alec Newman           | Dányi Krisztián    | Stohl András           |
| Lady Jessica Atreides               | Saskia Reeves         | Vándor Éva         | Vándor Éva             |
| Duncan Idaho                        | James Watson          | Lux Ádám           |                        |
| Thufir Hawat                        | Jan Vlasák            | Gruber Hugó        |                        |
| Gurney Halleck                      | P.H. Moriarty         | Reviczky Gábor     |                        |
| Dr. Yueh                            | Robert Russell        | Cs. Németh Lajos   |                        |
| St. Alia Atreides                   | Laura Burton          |                    |                        |
| Vladimir Harkonnen báró             | Ian McNeice           | Láng József        |                        |
| Feyd-Rautha Harkonnen               | Matt Keeslar          | Debreczeny Csaba   |                        |
| Glossu Rabban                       | László I. Kish        | Schmied Zoltán     |                        |
| Piter DeVries                       | Jan Unger             | Csuha Lajos        |                        |
| IV. Shaddam Corrino Padisah császár | Giancarlo Giannini    | Bitskey Tibor      |                        |
| Irulan Corrino hercegnő             | Julie Cox             | Major Melinda      |                        |
| Hasimir Fenring gróf                | Miroslav Táborský     | Jakab Csaba        |                        |
| Stilgar                             | Uwe Ochsenknecht      | Konrád Antal       |                        |
| Csani                               | Barbora Kodetová      | Huszárik Kata      |                        |
| Otheym                              | Jakob Schwarz         | Epres Attila       |                        |
| Dr. Pardot Kynes/Liet-Kynes         | Karel Dobry           | Viczián Ottó       |                        |
| Jamis                               | Christopher Lee Brown |                    |                        |
| Shadout Mapes                       | Jaroslava Siktancova  | Menszátor Magdolna |                        |
| Gaius Helen Mohiam Tisztelendő Anya | Zuzana Geislerová     | Földi Teri         |                        |
| Ramallo Tisztelendő Anya            | Drahomira Fialkova    |                    |                        |

További magyar hangok
- 1. szinkron: Csuha Lajos, Dózsa Zoltán, Dózsa Zoltán, Kapácsy Miklós, Kapácsy Miklós, Kardos Gábor, Moser Károly, Ősi Ildikó, Rosta Sándor, Szabó Sipos Barnabás, Uri István, Végh Ferenc
- 2. szinkron: Balázsi Gyula, Bessenyei Emma, Biró Anikó, Bognár Tamás, Cs. Németh Lajos, Csík Csaba Krisztián, F. Nagy Zoltán, Harmath Imre, Horányi László, Kárpáti Levente, Kiss Virág, Lázár Sándor, Orosz István, Tímár Éva, Varga Tamás, Várkonyi András

## Folytatás
John Harrison íróként 2003-ban újra visszatért a Dűnéhez. Újabb háromrészes tévésorozatot készített A Dűne gyermekei címmel. Az első epizód valójában A Dűne messiása adaptációja, míg csak a további két rész az, mely a címadó könyv feldolgozását takarja. A három évvel korábbi sorozat magasra tette a mércét, és egy új rendezővel, Greg Yaitanesszel sikerült is átugorni a lécet. A színészgárda egy-két kivétellel újból összeállt, és egy újabb húzónévvel, Susan Sarandonnal gyarapodott. A sorozat ismét zajos sikert aratott, és a rajongók már várják a folytatást.

## Díjak
2001-ben Emmy-díjat nyert a fényképezéséért (2. rész), és vizuális effektusaiért (1. rész), valamint jelölték hangvágásáért (3. rész). Ugyancsak hangvágásáért Golden Reel-díjat kapott (effektusok és zörejek), valamint egy másik hangvágási kategóriában jelöltést is kapott (dialógusok és ADR). További négy megemlítendő jelöléssel rendelkezhet: egy Szaturnusz-díj, egy ASC-díj, egy C. A. S.-díj és egy Hugo-díj.

## Érdekességek
- Lady Jessica szerepére eredetileg Alice Krige-ot kérték fel, de egyéb elfoglaltságai miatt nem ért rá. A folytatásban azonban ő játssza, mivel akkoriban Saskia Reeves volt nagyon elfoglalt.
- A film elején és végén Julie Cox a narrátor, mely utalás Irulan hercegnő későbbi szerepére, mint az Atredies birodalom történésze.
- A minisorozatot Univisium (2:1) képaránnyal vették fel, de 16:9-es képaránnyal sugározták.